# پیسنیتسه
پیسنیتسه (به چکی: Písnice) یک منطقهٔ مسکونی در جمهوری چک است که در Libuš واقع شده‌است. پیسنیتسه ۴٬۳۱۹ نفر جمعیت دارد.